# Vlastimil Strašil
Vlastimil Strašil (14. srpna 1923 Klobouky u Brna – 10. října 2009 Brno-Královo Pole) byl český regionální malíř.

## Životopis
Vlastimil Strašil se narodil v Kloboukách u Brna jako druhý syn živnostníka – dekoračního malíře Karla Strašila a Františky Strašilové, roz. Ráčkové. V dílně svého otce se nejprve vyučil řemeslu (1938–1940), po 2. světové válce (1947–1952) studoval v Brně na Škole uměleckých řemesel u profesora Františka Sussera. Z politických důvodů však dále studovat nesměl. V Hustopečích u Brna pracoval jako učitel odborného výcviku malířů pokojů. Koncem 50. let se s rodinou odstěhoval do Brna. Malování obrazů s tematikou především krajiny se stalo jeho celoživotní vášní. Byl členem skupiny Parnas, téměř celý život žil v Brně-Králově Poli. Zemřel v roce 2009.

## Výstavy
- Život a události městské části Brno-Řečkovice a Mokrá Hora v roce 1995

Od 21. 4. do 30. 4. 1995 byly ve výstavní místnosti radnice vystaveny pod názvem "Krásy přírody" obrazy malíře Vlastimila Strašila, který se ve své tvorbě zaměřuje na ztvárnění přírodních scenérií z brněnského okolí. Při vernisáži zazněly verše S. K. Neumanna z Knihy lesů, vod a strání, a klavírní pasáže z díla Leoše Janáčka Po zarostlém chodníčku. Výstava byla prodejní a leckterý z návštěvníků si obraz Mistra Strašila odnesl i domů.
- Jubileum mistra Vlastimila Strašila

K osmdesátinám malíře Vlastimila Strašila uspořádala Galerie na radnici v Brně - Řečkovicích v září 2003 výstavu s názvem "Krajinami Vlastimila Strašila". 
- Retrospektivní výstava obrazů Vlastimila Strašila

Výstava nazvaná "Putování moravskou krajinou" se uskutečnila v květnu 2005 v Brně - Řečkovicích a byla ohlédnutím za posledních 10 let jeho tvorby. 